# Holobyt
Holobyt je nejzákladnější forma bydlení poskytovaná jako náhradní ubytování lidem, kteří byli vystěhováni ze svých původních bytů kvůli neplacení nájemného.
Má jen minimální plochu a příslušenství, často ani WC. Zpráva pro EU za rok 2005 holobyty označuje za skrytou formu bezdomovectví, protože jejich obyvatelé mají většinou smlouvy na dobu určitou a bez zákonných záruk příslušejících nájemníkům. Bydlet v holobytu se často podává jako sociální stigma.